# Уїздецька сільська рада (Млинівський район)
Уї́здецька сільська́ ра́да — колишній орган місцевого самоврядування у Млинівському районі Рівненської області. Адміністративний центр — село Уїздці.

## Загальні відомості
- Уїздецька сільська рада утворена в 1944 році.
- Територія ради: 30,02 км²
- Населення ради: 1 585 осіб (станом на 2001 рік)

## Населені пункти
Сільській раді підпорядковані населені пункти:
- с. Уїздці
- с. Борбин
- с. Ставище

## Склад ради
Рада складається з 16 депутатів та голови.
- Голова ради: Троцюк Анатолій Степанович
- Секретар ради: Король Ніна Лукашівна

### Керівний склад попередніх скликань
| Прізвище, ім'я, по батькові | Основні відомості                                                               | Дата обрання | Дата звільнення |
| --------------------------- | ------------------------------------------------------------------------------- | ------------ | --------------- |
| Мідик Василь Миронович      | Сільський голова, 1962 року народження, член Народної партії                    | 26.03.2006   | 07.05.2009      |
| Троцюк Анатолій Степанович  | Сільський голова, 1962 року народження, освіта середня спеціальна, безпартійний | 31.10.2010   |                 |

Примітка: таблиця складена за даними сайту Верховної Ради України

## Церковні приходи сільської ради
- православний храм київського патріархату
- православний храм московського патріархату
- дім молитви християн віри євангельської (п'ятидесятники)